# Hurts like Hell
Hurts like Hell è un singolo della cantante statunitense Madison Beer, pubblicato il 9 novembre 2018 su etichetta Access Records.
Il brano vede la partecipazione del rapper statunitense Offset.

## Video musicale
Il video musicale è stato reso disponibile il 14 novembre 2018.

## Tracce
Testi e musiche di Charlotte Aitchison, Invisible Men, Kiari Kendrell Cephus, Madison Beer e Michael Sabath.
Download digitale
1. Hurts like Hell (feat. Offset) – 3:27

Download digitale – Acoustic Live
1. Hurts like Hell (Acoustic Live) – 2:57

Download digitale – Remix
1. Hurts like Hell (Feenixpawl Remix) – 3:43

## Classifiche
| Classifica (2018) | Posizione massima |
| ----------------- | ----------------- |
| Austria           | 73                |
| Grecia            | 77                |
| Irlanda           | 84                |
| Lituania          | 88                |